# Ernie Andrews
Ernie Andrews (Philadelphia (Pennsylvania), 25 december 1927 – Los Angeles, 21 februari 2022) was een Amerikaanse blues- en jazzzanger. Hij had verschillende hits en zong onder meer met Andy Kirk, Harry James en Ray Brown. Zijn stem lijkt een beetje op die van Billy Eckstine en Al Hibbler.
Andrews komt uit een muzikale familie. Toen hij vier jaar bij zijn oma woonde, in Jeanerette, leerde hij in de schoolband drummen: de bandmaster was niemand minder dan Bunk Johnson. Zijn moeder werkte in een hotel in New Orleans, waar grote bands logeerden als ze er speelden, onder andere de groep van Lionel Hampton, die Ernie wel wilde adopteren. In Los Angeles ging hij naar Jefferson High, waar latere jazzreuzen als Eric Dolphy, Art Farmer, Dexter Gordon en Chico Hamilton, Wardell Gray en Lucky Thompson studeerden-en speelden.
Toen hij 17 was won hij een talentenshow en werd door liedjesschrijver Joe Greene mee de studio ingenomen, waar hij meteen zijn eerste hit opnam, "Soothe Me". In 1953 had hij een hit met Benny Carter, "Make Me a Present of You". Op de B-kant van een latere single, "Don't Let the Sun Catch You Crying", werd de bas gespeeld door Charles Mingus. Hij nam in die jaren voor verschillende labels op, maar grote successen bleven verder uit. Hij zong met de band van Andy Kirk en Benny Carter. In 1954 werden zijn zaken geregeld door John Levy, die ook de manager was van onder meer George Shearing en Cannonball Adderley. Hij ging naar New York en zong in verschillende clubs, maar brak niet echt door.
In 1958 werd hij zanger bij Harry James, waarbij hij tot 1969 zou blijven. In die periode maakte hij met een orkest van Shorty Rogers twee weinig succesvolle platen voor DOT Records. In 1964 nam hij ook met Cannonball Adderley een live-lp op voor Capitol, "Live Session!", met daarop onder meer 'Big City". Daarna nam hij lange tijd geen album meer op. Na zijn tijd bij James was het voor Andrews (en andere musici) moeilijk werk te krijgen en speelde hij voor een paar dollar in een club.
In het begin van de jaren zeventig werkte hij voor het eerst met de band van Frank Capp en Nat Pierce, waarmee hij ook opnames maakte. In 1975 zong hij op een album met Ellington-klassiekers, van Kenny Burrell. In 1980 kwam hij eindelijk weer met een plaat, "From the Heart", enkele jaren later gevolgd door een lp met een sextet van Bob Cooper en Snooky Young. In 1991-1992 werkte hij met bassist Ray Brown in Blue Note. Vanaf het eind van de jaren negentig maakte hij een nieuwe comeback met verschillende albums voor High Note, met een vaste band.

## Discografie
- In the Dark, GNP, 1957
- Ernie Andrews, GNP, 1957
- Travelin' Light, GNP, 1959
- This is Ernie Andrews, DOT Records, 1964
- From the Heart, Discovery, 1980
- No Rerets, 32 Jazz, 1992
- The Great City, Muse, 1995
- Many Faces of Ernie Andrews, high Note, 1998
- Girl Talk, High Note, 2001
- Jump For Joy, High Note, 2003
- How About Me, High Note, 2006

## Documentaire
- Ernie Andrews: Blues for Central Avenue, door Lois Shelton, 1989

- Bibliothèque nationale de France: cb14055390k (data)
- Gemeinsame Normdatei: 135353939
- International Standard Name Identifier: 0000 0000 5517 3858
- Library of Congress Control Number: n88295409
- MusicBrainz: 7ac6a84b-0668-4b2e-a7e5-1e85273d6e38
- SNAC: w6cr83bk
- Système universitaire de documentation: 114200203
- Virtual International Authority File: 37119862
- WorldCat: E39PBJgCQqfffXCKBdQPGKhCQq